# Erythrodes humilis
Erythrodes humilis är en orkidéart som först beskrevs av Carl Ludwig von Blume, och fick sitt nu gällande namn av Johannes Jacobus Smith. Erythrodes humilis ingår i släktet Erythrodes och familjen orkidéer. Inga underarter finns listade i Catalogue of Life.